# 杨贤足
杨贤足（？—），男，中华人民共和国政治人物，曾任中华人民共和国邮电部副部长，信息产业部第一副部长，中国联合通信有限公司（中国联通）党组书记、董事长，第十届全国政协委员。